# Intercontinental Cup onder 20
De Intercontinental Cup onder 20 (Engels: Under-20 Intercontinental Cup) is een voetbalwedstrijd die wordt georganiseerd door de CONMEBOL en UEFA. Deze wedstrijd wordt gespeeld door de winnaars van de jeugdclubcompetities in Zuid-Amerika (Copa Libertadores onder 20) en Europa (UEFA Youth League). De jeugdwedstrijd wordt jaarlijks georganiseerd als een op zichzelf staande wedstrijd en is het equivalent van de voormalige Intercontinental Cup, waarbij de kampioenen van de hoogste internationale clubcompetities van Europa (Europacup I en later UEFA Champions League) en Zuid-Amerika (CONMEBOL Libertadores) tegen elkaar speelden.

## Geschiedenis
Op 12 februari 2020 bereikten de CONMEBOL en UEFA een vernieuwde overeenstemming om de samenwerking tussen beide organisaties te verbeteren. Als onderdeel van de overeenkomst onderzocht een speciaal ingerichte commissie, bestaande uit afgevaardigden van beide organisaties, de mogelijkheid om intercontinentale wedstrijden te organiseren tussen Europese en Zuid-Amerikaanse teams. Zowel voor het herenvoetbal als damesvoetbal en in verschillende leeftijdscategorieën. Op 15 december 2021 ondertekenden de CONMEBOL en UEFA opnieuw een vernieuwde overeenstemming met een geldigheid tot 2028. Daarbij werd gesproken een opening van een gezamenlijk kantoor in Londen en de mogelijke organisatie van verschillende voetbalevenementen.
Op 4 april 2022 werd het gezamenlijke kantoor officieel geopend. Daarbij waren vertegenwoordigers van beide organisaties én van de Uruguayaanse voetbalclub Peñarol aanwezig om overeen te komen voor de oprichting van de Intercontinental Cup onder 20. Later die maand werd dit na een andere bijeenkomst tussen de drie partijen definitief bevestigd door Peñarol. Zij waren in Nyon voorafgaand aan de finale van de UEFA Youth League van het seizoen 2021/22 bijeengekomen.
Een dag na de Finalissima van 2022 werd op 2 juni 2022 een reeks nieuwe evenementen tussen teams uit de CONMEBOL en UEFA aangekondigd. Dit omvatte onder meer de Intercontinental Cup onder 20: een wedstrijd tussen de winnaar van de Copa Libertadores onder 20 in Zuid-Amerika en de winnaar van de UEFA Youth League (een competitie voor onder 19 spelers) in Europa.

## Resultaten
| Jaar | Winnaar      | Uitslag        | Runner-up  | Stadion                    | Locatie                   | Toeschouwers | Bron   |
| ---- | ------------ | -------------- | ---------- | -------------------------- | ------------------------- | ------------ | ------ |
| 2022 | Benfica      | 1–0            | Peñarol    | Estadio Centenario         | Montevideo (Uruguay)      | 40.579       | [ 10 ] |
| 2023 | Boca Juniors | 1–1 (4–1 n.s.) | AZ         | Estadio Alberto J. Armando | Buenos Aires (Argentinië) | 37.386       | [ 11 ] |
| 2024 | Flamengo     | 2–1            | Olympiakos | Maracanã                   | Rio de Janeiro (Brazilië) | 31.237       |        |